# Onze-Lieve-Vrouw-ter-Sneeuwkerk (Destelbergen)
De Onze-Lieve-Vrouw-ter-Sneeuwkerk in de Oost-Vlaamse gemeente Destelbergen is toegewijd aan Maria. De titel ter Sneeuw heeft te maken met een Mariaverschijning die zich zou hebben voorgedaan in de vierde eeuw, tijdens het pontificaat van Paus Liberius, waardoor er sneeuw zou gevallen zijn in augustus.
In de 10e eeuw is er reeds een vermelding van een kerkgebouw in Destelbergen. De huidige kerk uit 1784 is het werk van pastoor Servranckx (1702-1792) religieus van de Sint-Pietersabdij van Gent.
De kerk werd ingezegend in 1792 en intussen dikwijls hersteld en aangepast. Tussen 1993 en 1996 werd ze voor het laatst gerestaureerd.

## Galerij

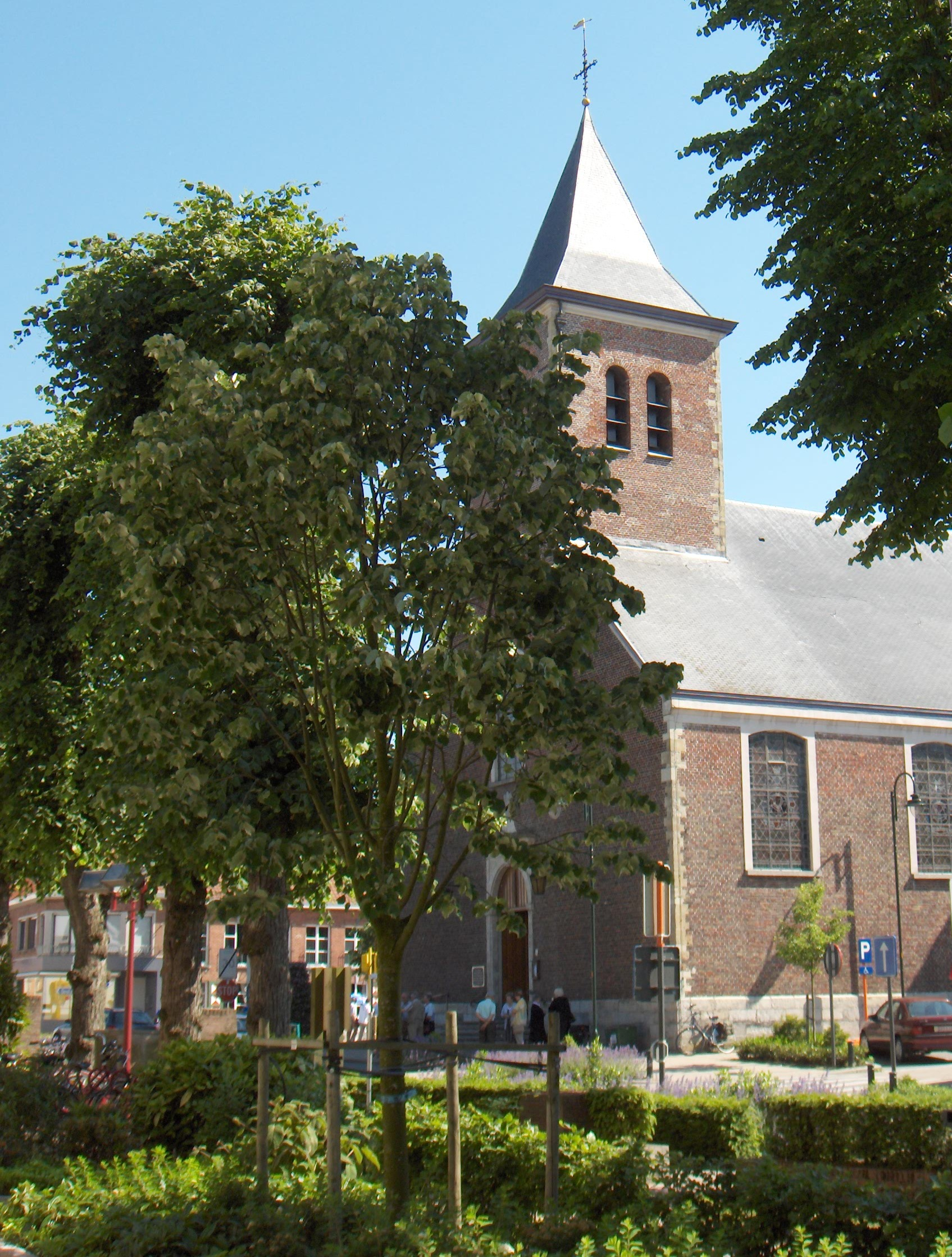
De Onze-Lieve-Vrouw-ter-Sneeuwkerk
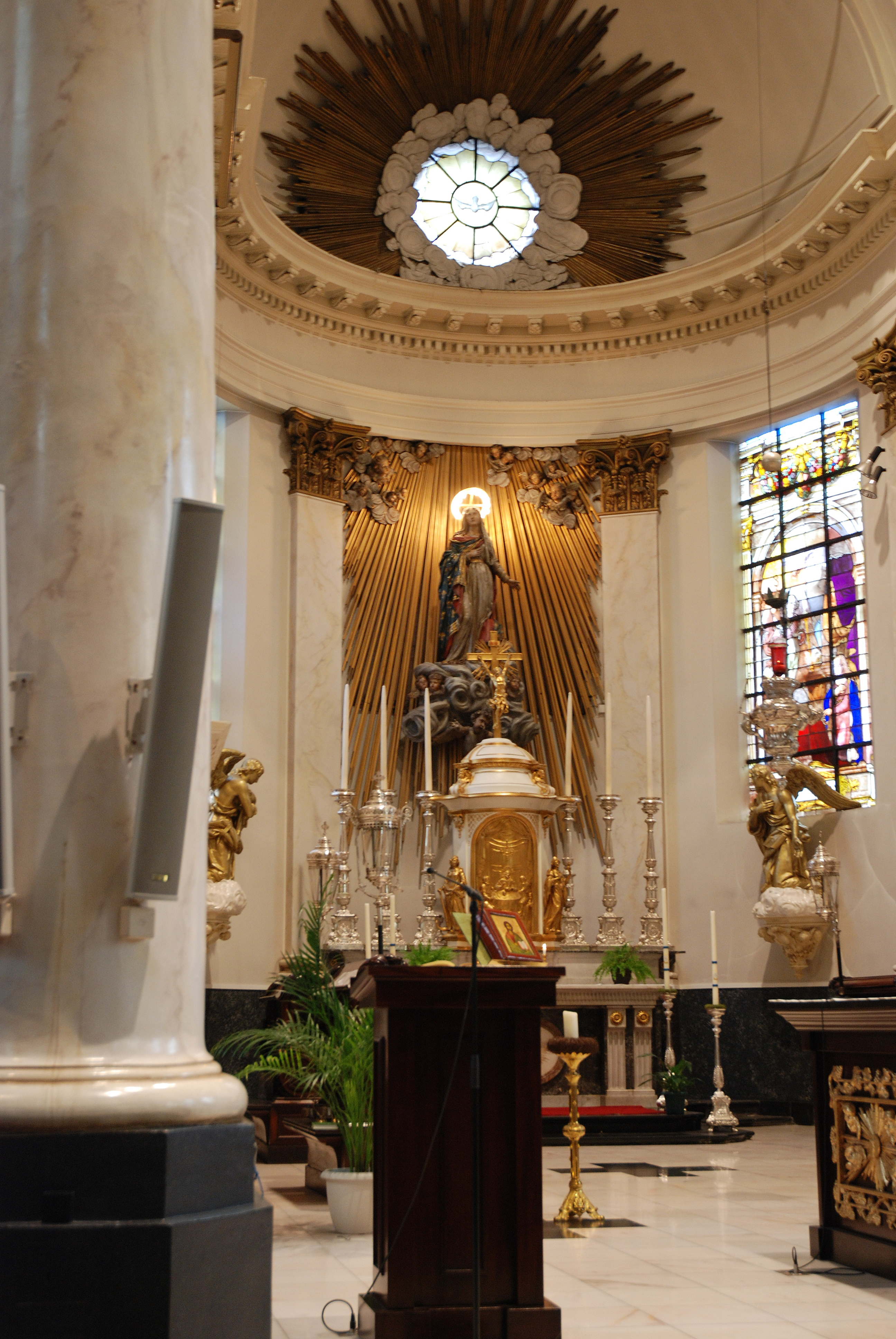
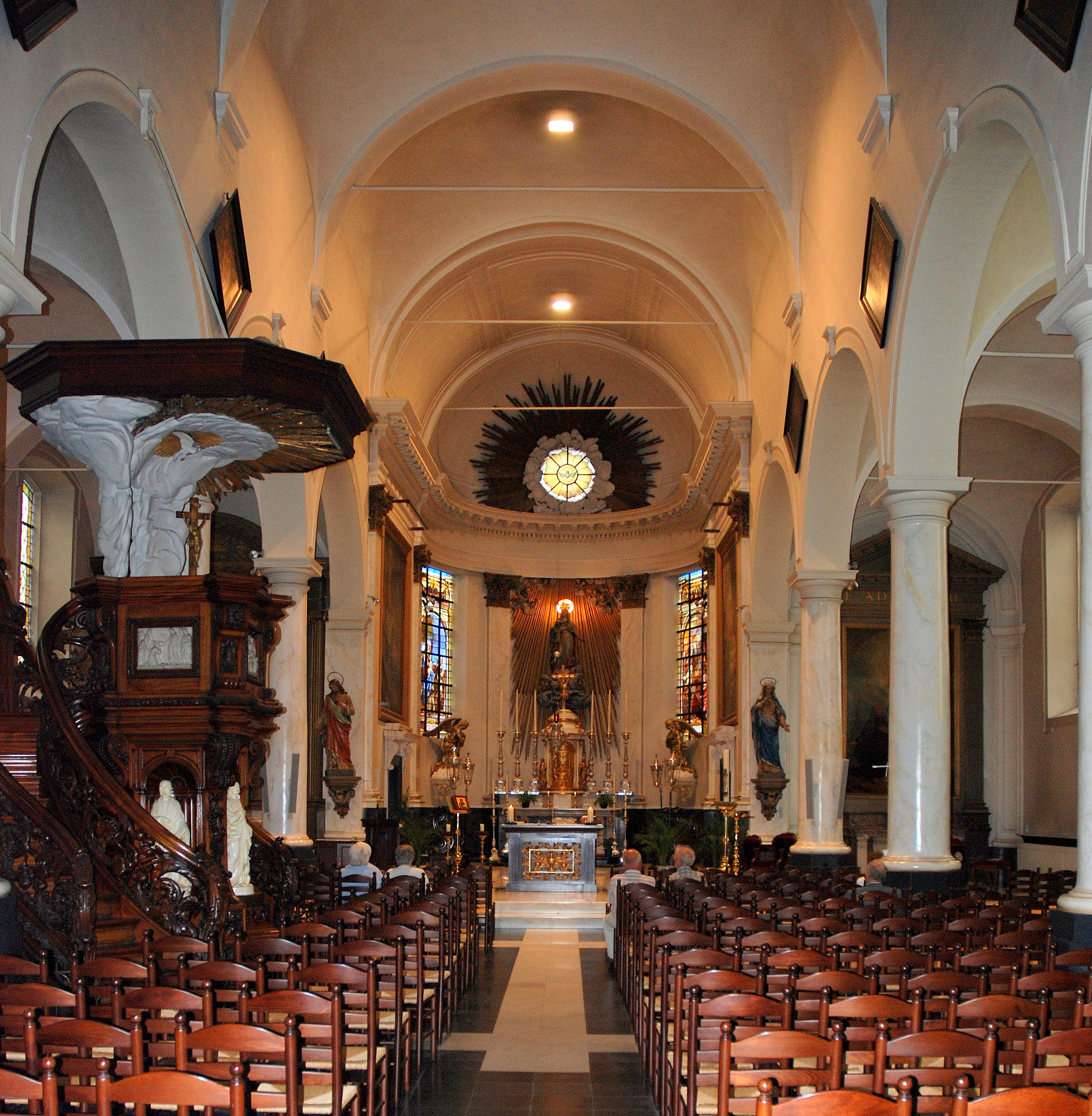
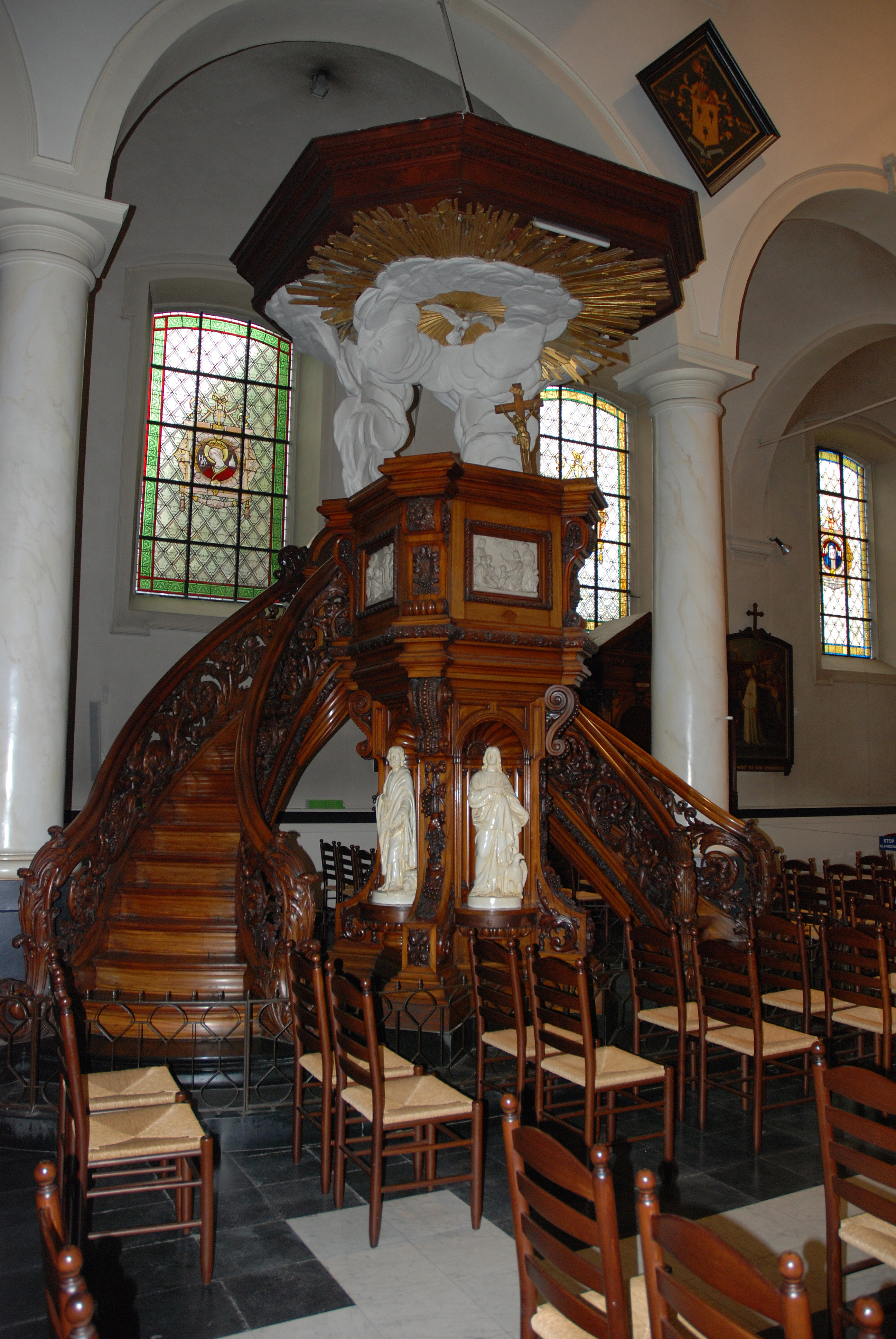